# Neisseriales
Ordre
Les Neisseriales forment un ordre de bactéries à gram négatif dans la classe des Pseudomonadota. Il comprend de nombreuses bactéries pathogènes telles que les Neisseria et des bactéries libres.

## Taxonomie
Lors de sa description en 2005, les Neisseriales ne comprenaient qu'une seule famille, celle des Neisseriaceae. En 2013, l'ordre a compté une deuxième famille avec la scission de la famille des Neisseriaceae en deux familles distinctes : les Neisseriaceae dont le genre type est toujours Neisseria et la famille Chromobacteriaceae dont le genre type est Chromobacterium.
En 2021, une nouvelle étude phylogénétique sur un plus grand nombre de génomes complets, a proposé de scinder à nouveau les Neisseriaceae et les Chromobacteriaceae en conservant le nom de ces deux et en ajoutant 3 nouvelles familles. Dans cette étude, 10 genres ont été déplacé des Chromobacteriaceae vers les autres familles ainsi que 12 genres des Neisseriaceae mais à l'heure actuelle (au 29 juillet 2022), ces transferts ne sont toujours pas validés par l'ICSP,.

### Étymologie
L'étymologie du nom de l'ordre Chromobacteriaceae se résume ainsi : N.L. fem. n. Neisseria, genre type de l'ordre; L. fem. pl. n. suff. -ales, suffixe pour déterminer l'ordre; N.L. fem. pl. n. Neisseriales, l'ordre des Neisseria.

### Familles
En 2013, cet ordre comprend les deux familles suivantes :
- Neisseriaceae
- Chromobacteriaceae